# Terinos albonotata
Terinos albonotata är en fjärilsart som beskrevs av Dudley Moulton 1915. Terinos albonotata ingår i släktet Terinos och familjen praktfjärilar. Inga underarter finns listade i Catalogue of Life.